# Yancey Arias
Yancey Arias (New York, 27 giugno 1971) è un attore, regista, produttore televisivo e sceneggiatore statunitense.

## Biografia
Ha collaborato a diverse produzioni televisive, come Revenge, The Mentalist e Bosch.

## Filmografia

### Cinema
- Giustizia criminale, regia di Andy Wolk (1990)
- Nel nome di mio figlio (1991)
- Amore all'ultimo morso, regia di John Landis (1992)
- Una sporca missione, regia di Stephen Milburn Anderson (1997)
- Destination Unknown, regia di Nestor Miranda (1997)
- Blade squad, regia di Ralph Hemecker (1998)
- Crossfire, regia di Gary S. Lipsky e Joe Zimmerman (1998)
- Home Invaders, regia di Gregory Wilson (2001)
- The Time Machine, regia di Simon Wells (2002)
- Walkout - Studenti in rivolta (Walkout), regia di Edward James Olmos (2006)
- Die Hard - Vivere o morire, regia di Len Wiseman (2007)
- Hotel California, regia di Geo Santini (2008)
- Detention - Assedio al college, regia di Harry Winer (2008)
- Dietro le linee nemiche III - Missione Colombia, regia di Tim Matheson (2009)
- Street Dreams, regia di Chris Zamoscianyk (2009)
- Legion, regia di Scott Stewart (2010)
- Undocumented, regia di Chris Peckover (2010)
- Ticking Clock, regia di Ernie Barbarash (2011)
- América, regia di Sonia Fritz (2011)
- The Shooting Star Salesman, regia di Kico Velarde (2012)
- Success Driven, attore e regista (2012)
- The List, regia di Ruben Fleischer (2013)
- Cesar Chavez, regia di Diego Luna (2014)
- Tag, regia di Danny Roth (2013)
- The Outfield, regia di Michael Goldfine e Eli Gonda (2015)
- Hands of Stone, regia di Jonathan Jakubowicz (2016)
- Restored Me, regia di Rhyan LaMarr (2016)
- Secrets of Deception, regia di Josh Webber (2017)
- The Lesson, regia di Joey Medina (2017)
- Canal Street, regia di Rhyan LaMarr (2018)
- Bella's Story attore e regista (2018)
- God's Eye, regia di Luis Enrique Rodríguez (2018)
- Stano, regia di Raymond De Felitta (2019)
- 100 Day to Live, regia di Ravin Gandhi (2019)
- 13 minuti (13 Minutes), regia di Lindsay Gossling (2021)

### Televisione
- Una vita da vivere - serie TV (1995)
- Swift - Il giustiziere- serie TV (1996)
- Matt Waters - serie TV (1996)
- New York Undercover - serie TV (1996)
- Terra promessa - serie TV (1997)
- Law & Order - I due volti della giustizia - serie TV (1998)
- I Soprano - serie TV, episodio 1x02 (1999)
- Law & Order - Unità vittime speciali - serie TV (2000)
- JAG - Avvocati in divisa - serie TV (2001)
- Streghe - serie TV (2001)
- NYPD - New York Police Department - serie TV (1997-2001)
- American Family - Serie TV (2002)
- The Shield - serie TV (2002)
- Kingpin - serie TV, 6 episodi (2003)
- CSI: Miami - serie TV (2003)
- The Division - serie TV, 5 episodi (2004)
- Half & Half - serie TV, 2 episodi (2004)
- CSI - Scena del crimine - serie TV (2005)
- Night Stalker - serie TV (2005)
- In Justice - serie TV (2006)
- Thief - Il professionista - serie TV, 6 episodi (2006)
- Drive - serie TV (2007)
- Numb3rs - serie TV (2007)
- Knight Rider - serie TV, 12 episodi (2008-2009)
- The Mentalist - serie TV, episodio 1x15 (2009)
- Drop Dead Diva - serie TV, episodio 1x12 (2009)
- Medium - serie TV, episodio 6x05 (2009)
- NCIS: Los Angeles - serie TV (2010)
- Burn Notice - Duro a morire - serie TV (2010)
- CSI: NY - serie TV (2010)
- Chase - serie TV, 2 episodi (2011)
- Elementary - serie TV (2012)
- Hawaii Five-0 - serie TV (2013)
- Bones - serie TV (2013)
- Castle - serie TV, episodi 6x01-6x02 (2013)
- Intelligence - serie TV (2014)
- Revenge - serie TV, 4 episodi (2011-2015)
- NCIS: New Orleans - serie TV (2015)
- Agents of S.H.I.E.L.D. - serie TV (2016)
- Criminal Minds: Beyond Borders - serie TV (2016)
- American Gothic - serie TV (2016)
- Rosewood - serie TV (2016)
- Shooter - serie TV (2016)
- Agents of S.H.I.E.L.D.: Slingshot - serie TV, 4 episodi (2016)
- Bosch - serie TV, 13 episodi (2016-2018)
- Regina del Sud - serie TV, 21 episodi (2017-2018)
- Lethal Weapon - serie TV (2019)
- All Rise - serie TV (2019)
- L.A.'s Finest - serie TV, 2 episodi (2020)
- Will Trent – serie TV, episodio 1x10 (2023)

## Doppiatori italiani
Nelle versioni in italiano delle opere in cui ha recitato, Yancey Arias è stato doppiato da:
- Enrico Di Troia in NCIS: Los Angeles, NCIS: New Orleans
- Pasquale Anselmo in Revenge, CSI: Vegas
- Danilo De Girolamo in Amore all'ultimo morso
- Alessandro Jannizzi in The Time Machine
- Massimiliano Plinio in The Shield
- Massimiliano Virgilii in CSI: Miami
- Diego Suarez in CSI - Scena del crimine
- Sergio Lucchetti in Night Stalker
- Fabrizio Pucci in Walkout - Studenti in rivolta
- Gianluca Iacono in Thief - Il professionista
- Maurizio Reti in Die Hard - Vivere o morire
- Massimo De Ambrosis in Knight Rider
- Francesco Pannofino in The Mentalist
- Diego Reggente in Burn Notice - Duro a morire
- Giorgio Borghetti in CSI: NY
- Vittorio Guerrieri in Warehouse 13
- Guido Di Naccio in Elementary
- Alessandro Ballico in Blue Bloods
- Pierluigi Astore in Castle
- Roberto Certomà in Shooter
- Gabriele Sabatini in Bosch
- Alberto Angrisano in Regina del Sud
- Paolo Maria Scalondro in Magnum P.I.
- Stefano Bianchini in Will Trent